# Gemünd (Schleiden)

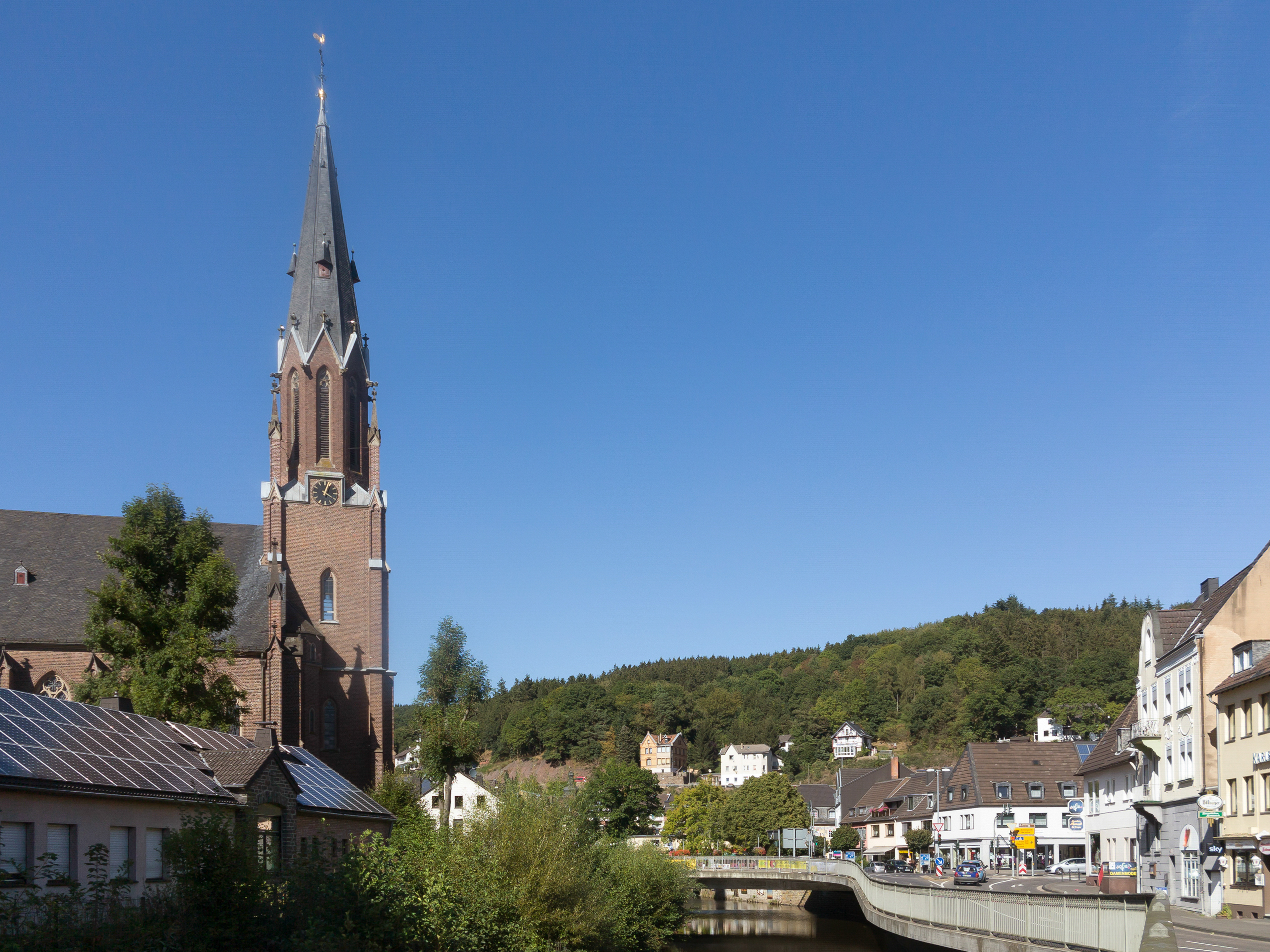
Die Kirche Sankt Nikolaus in Gemünd

Gemünd ist mit über 3800 Einwohnern der einwohnerstärkste Stadtteil von Schleiden in der Eifel und anerkannter Kneipp-Kurort.

## Geographie

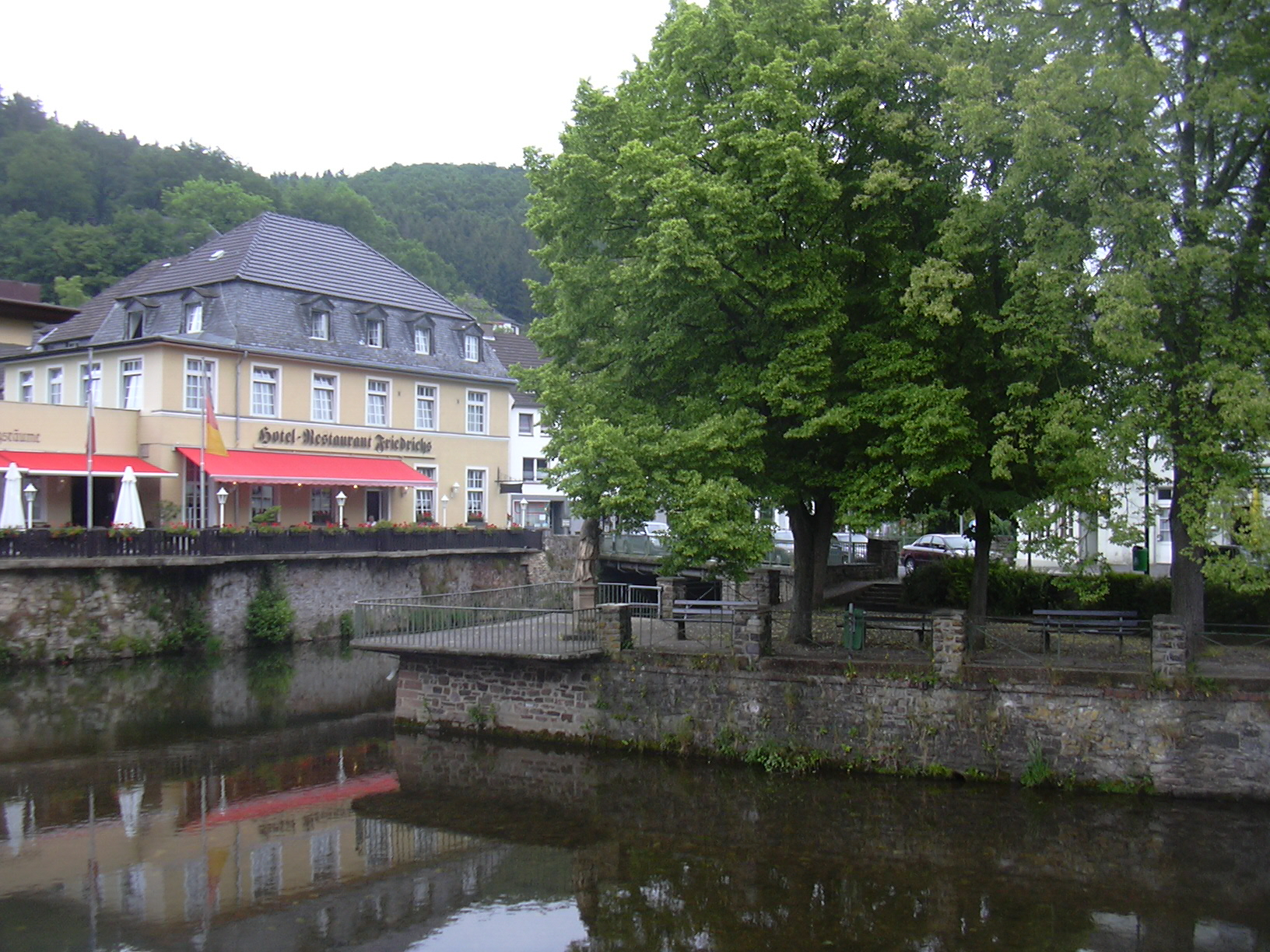
Zusammenfluss der Olef und der Urft; Nepomuk-Statue

In Gemünd mündet die Olef in die Urft; so erklärt sich die Namensetymologie des Ortes.
Am Südhang des Kermeter-Hochwaldes und östlich der Dreiborner Hochfläche gelegen, bildet Gemünd das südöstliche Tor zum Nationalpark Eifel; die beiden anderen Tore zu dieser Kernzone des Deutsch-Belgischen Naturparks sind Rurberg im Westen und Heimbach im Nordosten.

## Geschichte
Urkundlich erwähnt wird „Gemunde“ zum ersten Mal 1213; Hermann von Jünkerath vermachte damals dem Kloster Steinfeld einen Wald entlang der historischen Römerstraße bis zu einer Brücke am Zusammenfluss von Urft und Olef; diese Urkunde befindet sich im Kölner Stadtarchiv.
Im Übrigen hat der Ort bis zur Inbesitznahme des Linken Rheinufers durch französische Revolutionstruppen eine divergierende Geschichte: Denn die linke Urftseite gehörte im Mittelalter zur Grafschaft von Harff zu Dreiborn und die rechte zum Amt Heimbach innerhalb des Herzogtums Jülich; beide Territorien fielen beim Wiener Kongress 1815 an Preußen.
Auch kirchlich war im Alten Reich diese Teilung vollzogen, was insbesondere seit der Reformation von Bedeutung war: Links der Urft war die ausschließlich katholische Dreiborner Pfarre Olef zuständig und rechts der Urft die Pfarre Heimbach (seit 1521 zur Abtei Mariawald gehörig), die auch Protestanten duldete. So erklärt es sich, dass Gemünd innerhalb der weitestgehend katholischen Nordeifel schon frühzeitig (1609) eine reformierte Gemeinde hatte.
Im Zuge der preußischen Neugliederung der Rheinlande nach dem Wiener Kongress wurde Gemünd 1816 Kreishauptort eines Kreises Gemünd im neugebildeten Regierungsbezirk Aachen. Landrat wurde Clemens August von Syberg (1754–1833). Die Amtsräume waren im Hause des Bürgermeisters Huttanus im Bäckergäßchen untergebracht. Nach der Pensionierung des Landrates 1829 wurde die Verwaltung in das herzoglich-arenbergische Schloss zu Schleiden verlegt und der Kreis Gemünd in Kreis Schleiden umbenannt.
Im 19. Jahrhundert entwickelte sich Gemünd, das schon seit dem 15. Jahrhundert Eisenverhüttung kannte, unter den Brüdern Reinhard Poensgen und Albert Poensgen zum Industriestandort. In zwei Walzwerken für Gas- und Siederohre und einer Drahtfabrik waren über 500 Arbeitskräfte beschäftigt. Die für den Verhüttungsprozess notwendige Holzkohle lieferten über 1000 Köhler aus den Laubwäldern des Kermeters. Doch als Mitte des 19. Jahrhunderts die Holzkohle durch exzessive Ausbeutung knapp wurde, ein Bahnanschluss nicht rechtzeitig zustande kam, um die Kohle anderweitig zu beschaffen und ohnehin die Steinkohle aus dem Ruhrgebiet der Holzkohle als Energielieferant überlegen war, konnte sich die Eisenindustrie im Schleidener Raum nicht mehr halten. Poensgens verlegten die Produktion 1860 nach Düsseldorf; die Einwohnerzahl Gemünds dezimierte sich, ein Stadtbrand von 1851 trug ebenfalls zum Niedergang bei.
Die Anfänge des Tourismus in Gemünd gehen auf die Wende zum 20. Jahrhundert zurück. Weniger als 20 Jahre nach Gründung des Eifelvereins 1888 war die Urfttalsperre fertiggestellt (1905), die sich schon vor dem Ersten Weltkrieg zum Naherholungsgebiet entwickelte.
Der Zweite Weltkrieg brachte 1944/45 einen schweren Einbruch in der Wirtschaft mit weitgehender Zerstörung der historischen Bausubstanz; durch die Einrichtung des Truppenübungsplatzes Vogelsang im September 1946 wurden vormals attraktive Wanderziele im Urfttal westlich von Malsbenden, am Urftsee und auf der Dreiborner Hochfläche bei Wollseifen in das militärische Sperrgebiet einbezogen. Dennoch blieb Gemünd durch Konzentration auf das verbliebene Wegenetz um den Tourismus bemüht und richtete in den 1970er-Jahren einen Kurbetrieb ein. Als Kneipp-Kurort wurde Gemünd 1978 anerkannt.
Seit 1946 gehört die Region zum Land Nordrhein-Westfalen. Die Gebietsreform (§ 9 Aachen-Gesetz), die am 1. Januar 1972 in Kraft trat, schloss die Stadt Gemünd als Stadtteil mit der Stadt Schleiden zusammen.
Zu Beginn des 21. Jahrhunderts öffneten sich neue touristische Perspektiven für Gemünd als Nationalparktor und insbesondere seit Aufgabe des Truppenübungsplatzes zum 1. Januar 2006 durch ein neues Wanderwegenetz in die zuvor 60 Jahre lang für Zivilisten unzugänglichen Gebiete.

## Sehenswertes
Gemünd liegt im Kreuzungspunkt der Bundesstraßen 266 (Kölner Straße/Aachener Straße von Simmerath nach Linz am Rhein) und 265 (Luxemburger Straße/Dürener Straße von Köln nach Prüm) am Zusammenfluss von Olef und Urft. Die barocke, um 1730 entstandene Statue des Brücken-Heiligen Johann von Nepomuk aus rotem Sandstein nach Vorbild der Prager Brückenfiguren, auf einem Sockel von 1738 mit Wappen Harff/Hoheneck, markiert seit 1859/60 diesen Punkt; vorher stand sie bzw. ein älterer Vorläufer auf der Urfttalbrücke, die 1734 erneuert wurde. Die Originalfigur befindet sich heute im Kurhaus, am heutigen Standort steht ein Abguss.
An den Ortskern oberhalb des Zusammenflusses schließt sich nördlich das Kurzentrum an.

### Ortskern

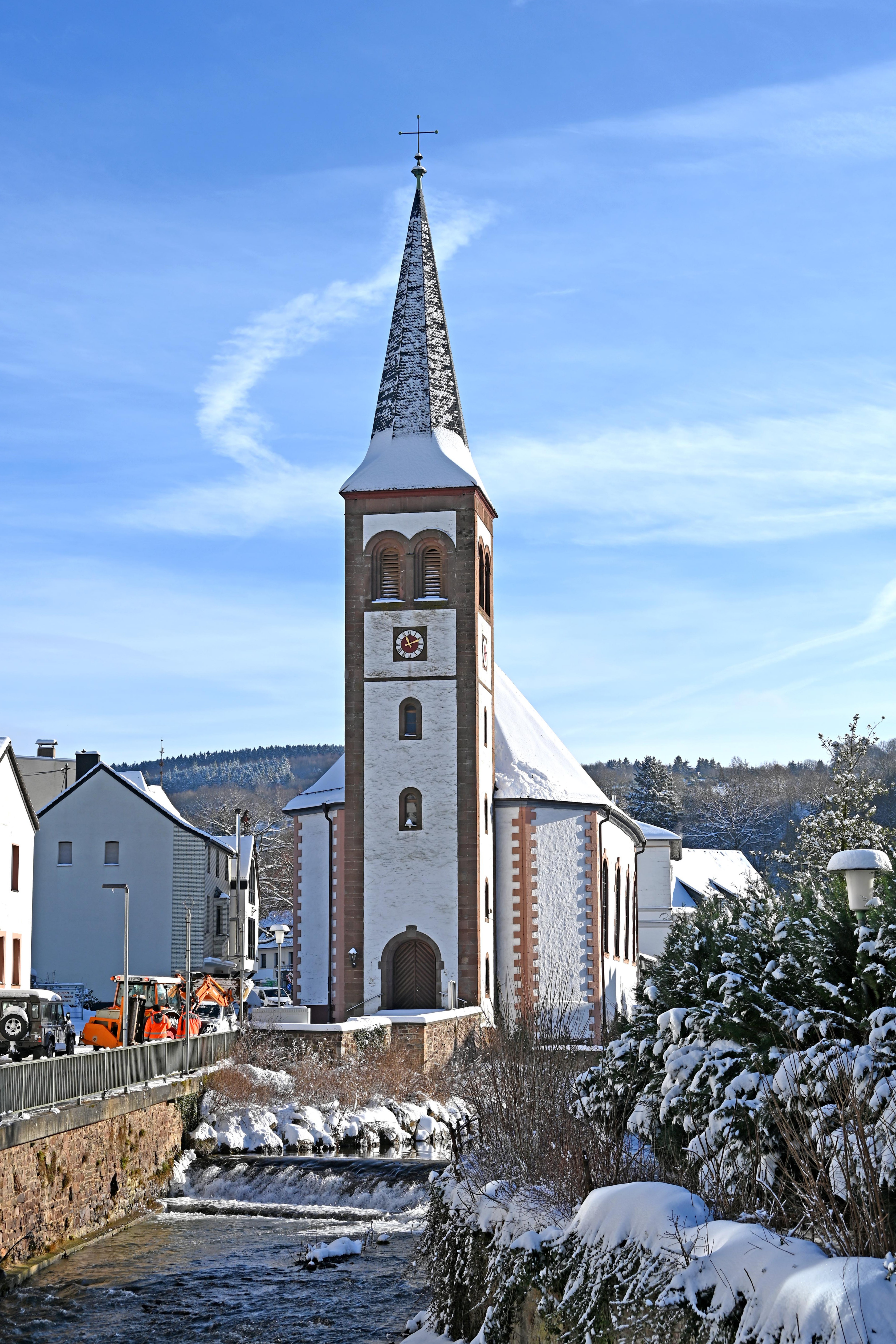
Evangelische Trinitatis-Kirche in Gemünd

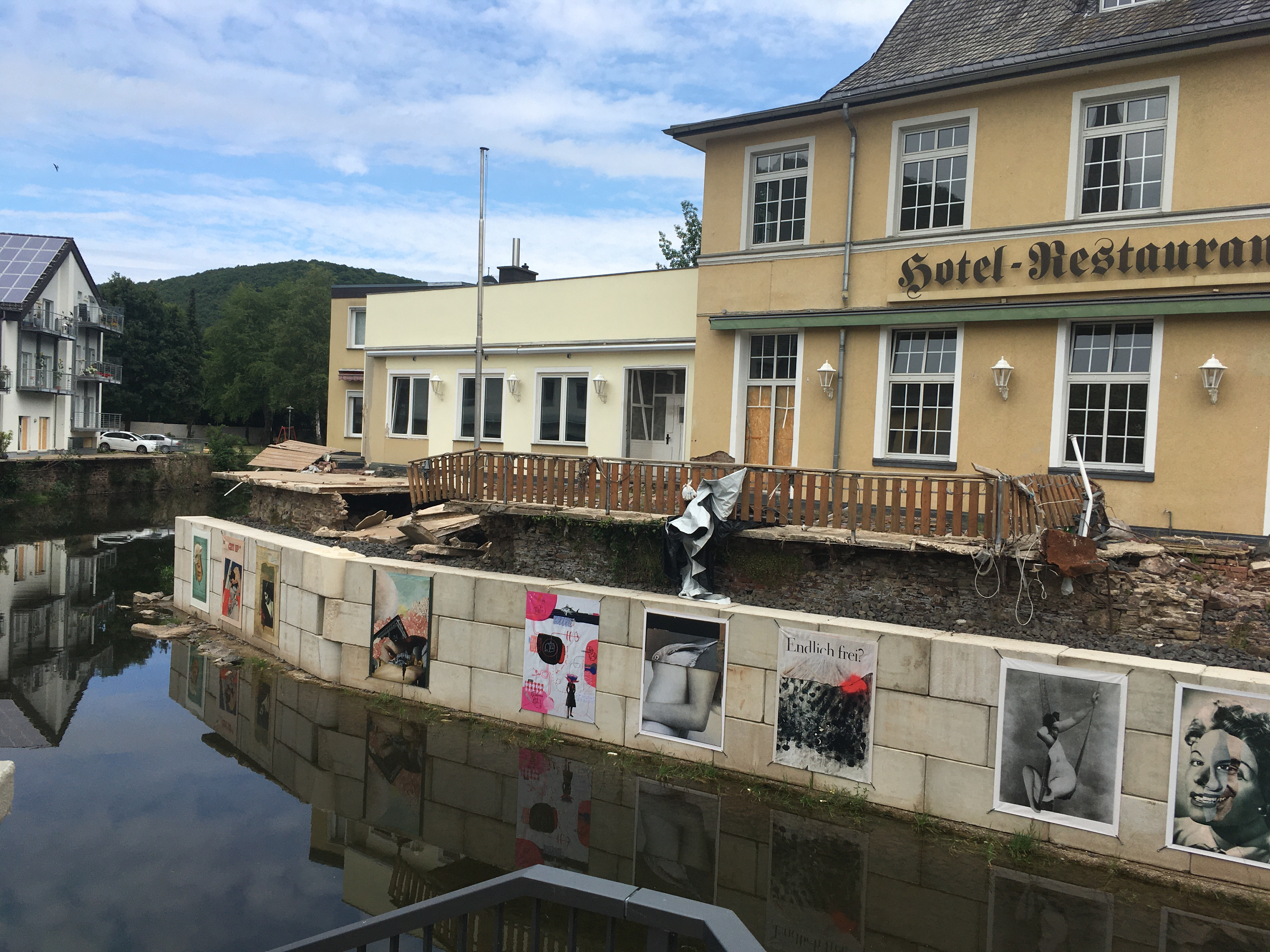
Sichtbare Schäden nach dem Hochwasser am Ufer der Urft (Juli 2022)

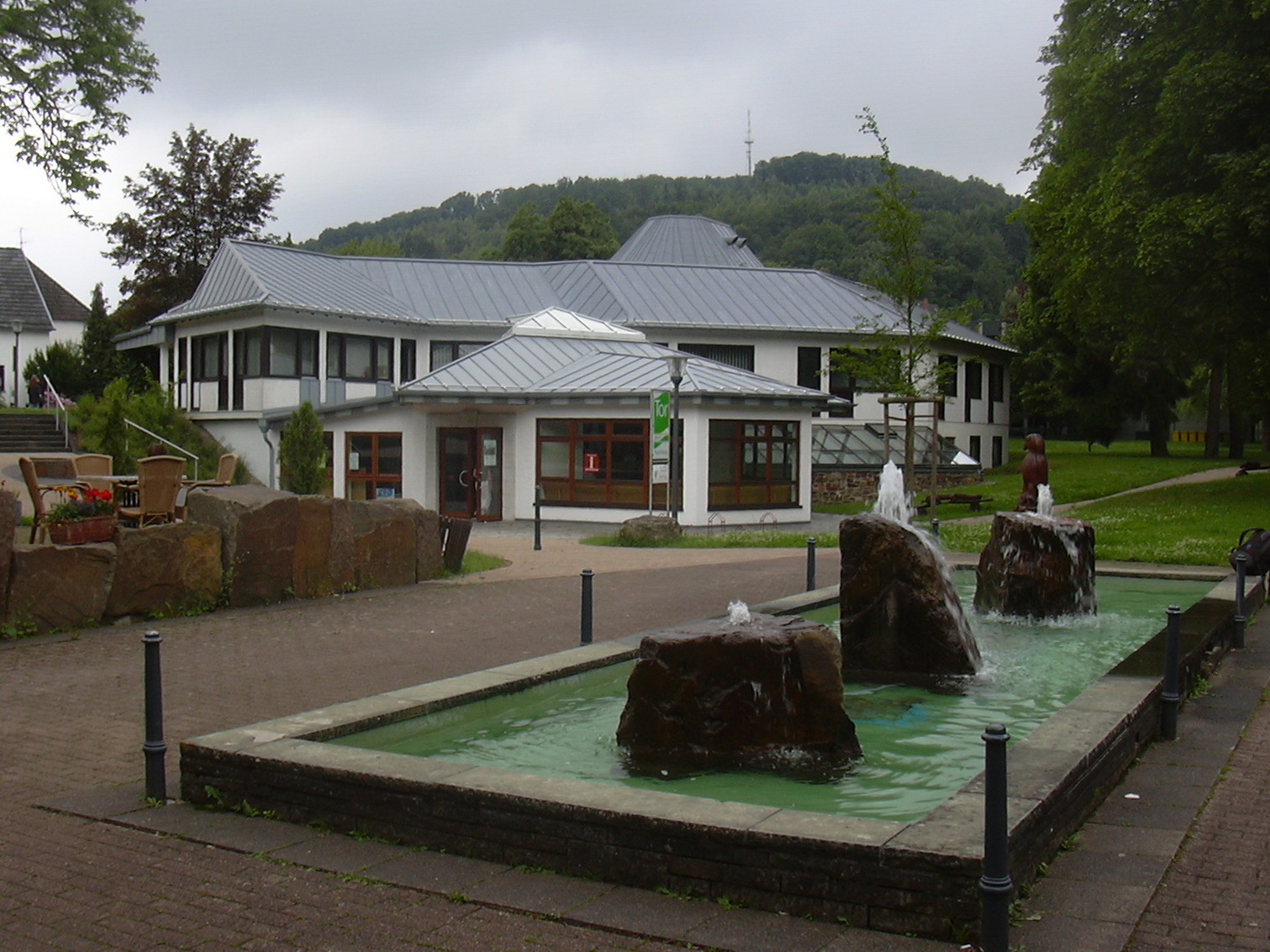
Kurmittelhaus Gemünd

Architektonisch ist das heutige Gemünd kriegsbedingt weitgehend durch das 20. Jahrhundert geprägt; nur noch wenig ältere Bausubstanz ist erhalten.
Die katholische Pfarrkirche St. Nikolaus in Backstein wurde 1857–1862 nach Plänen des Aachener Baumeisters Theodor August Stein als dreischiffige Stufenhalle mit einem erst 1888/89 vollendeten Turm in Anknüpfung an spätgotische Hallenkirchen dieses Typs errichtet; dafür musste ein älterer Bau (mutmaßlich aus dem 13. Jahrhundert) weichen.
Die in schlichten Barockformen errichtete evangelische Kirche stammt von 1753, 1851/52 wurde ihr nach Plänen des Aachener Landbauinspektors Johann Peter Cremer ein Turm im Rundbogenstil vorgesetzt; am protestantischen Friedhof An der Tricht sind noch Grabsteine des 17. und 18. Jahrhunderts erhalten.
Es gibt nur noch wenige denkmalgeschützte Häuser aus der Wende vom 19. zum 20. Jahrhundert, beispielsweise
- ein Bau in der Bahnhofsstraße 1 (1857) heute Evangelisches Jugendheim Schleiden-Gemünd.
- ein Bau in der Bahnhofstraße 2 mit Eckrisalit, drei Fachwerkgiebeln und Walmdach (1896),
- zwei Backsteinvillen im Neorenaissancestil, Bergstraße 15 (1885) und 17 (1901),
- in der Kölner Straße 57–59 (im ehemaligen Ortsteil Mauel) eine verputzte Gebäudegruppe in klassizistischen Formen mit dreigeschossigem Turm, zurückspringenden Zwischentrakten und einem zweigeschossigen Wohnhaus unter Krüppelwalmdach. In der Forschung ist umstritten, ob der Bau 1847 neu errichtet oder ein älteres Wohnhaus in zeittypischen Formen vollständig umgebaut wurde.

Infrastrukturelles Zentrum ist die Dreiborner Straße (Fußgängerzone) mit Einzelhandelsläden, Cafés und Restaurants sowie der renovierten Alten Schule, in der auch Kunstausstellungen stattfinden.
In Folge der Starkregenereignisse im Juli 2021 kam es im Ortskern von Gemünd, insbesondere im Bereich des Zusammenflusses von Olef und Urft, zu erheblichen Schäden. Zahlreichen Gebäuden, unter anderem dem ehemaligen Gemünder Kino, droht der Abriss.

### Kurzentrum

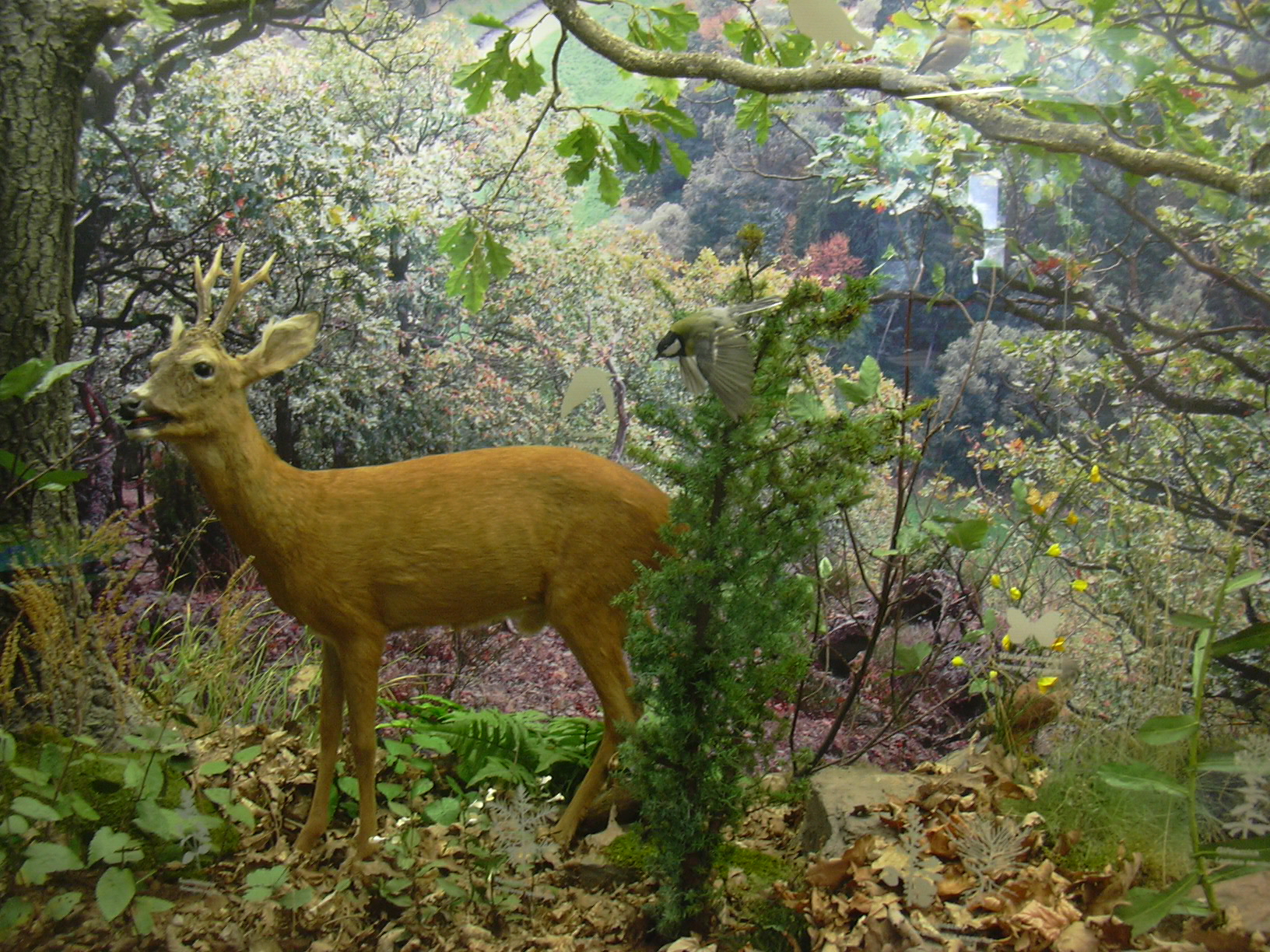
Permanente Ausstellung Nationalparktor

Die Kurmittelanlage in Gemünd bietet verschiedene physiotherapeutische Anwendungen (z. B. Massagen, Migränebehandlungen, medizinische Bäder, Fangopackungen, Kneipp´sche Anwendungen). Das zugehörige Kurhotel – ein Vorläufer-Gasthof geht auf das 19. Jahrhundert zurück – wendet sich nicht nur an die Kurgäste, sondern auch an Teilnehmer von Tagungen, Seminaren und Workshops.
Zum Kurparkbezirk gehört ein Musikpavillon für Kurkonzerte, ein kleines Gastspieltheater, eine Bücherei, ein Freibad mit weiträumiger Rosenbepflanzung (so genanntes Rosenbad) sowie Fazilitäten für weitere Freizeitbeschäftigungen (Minigolf, Tennis, Kegeln, Reiten).
Eine permanente Ausstellung hat die Nationalparkverwaltung im Haus des Gastes zum Thema „Knorrige Eichen, bunte Spechte und Waldgeschichte(n)“ eingerichtet. Der Mittelspecht, wie ihn der lokale Tiermaler Conrad Franz darstellte, ist Emblem-Tier für das Nationalparktor Gemünd, das am 20. Oktober 2005 durch den nordrhein-westfälischen Umweltminister Eckhard Uhlenberg eröffnet wurde.
Eine Schau-Vitrine mit einem lebensecht rekonstruierten Waldstück mit Eichen, Untergehölz, Laub und typischen Tieren des Nationalparks (Reh, Baummarder, Grünspecht, Kohlmeise, Sperber, Waldschnepfe, Eichelhäher, Kleiber, Mittelspecht und Schlingnatter) ist das Kernstück der permanenten Ausstellung. Das ökologische Gleichgewicht des Lebensraums Wald wird anhand verschiedener Animationsprogramme erklärt.
In einem zweiten Ausstellungsraum wird die historische Waldnutzung von der mittelalterlichen Köhlerei über das preußische Wiederaufforstungsprogramm 1815–1939 mit Fichten (Prußeboom) bis zur von der Nationalparkverwaltung zu Beginn des 21. Jahrhunderts angestrebten Revitalisierung des natürlichen Buchenbestandes am Kermeter dokumentiert. Ein Videofilm erklärt parallel zu historischen Fotos die Arbeit des Köhlers in einem Kohlenmeiler. Ein Animationsprogramm mit Sprichwörtern und Redensarten wie Gleich und gleich gesellt sich gern – sprach der Teufel zum Köhler begleitet die Erklärungen.

## Tourismus und Verkehr

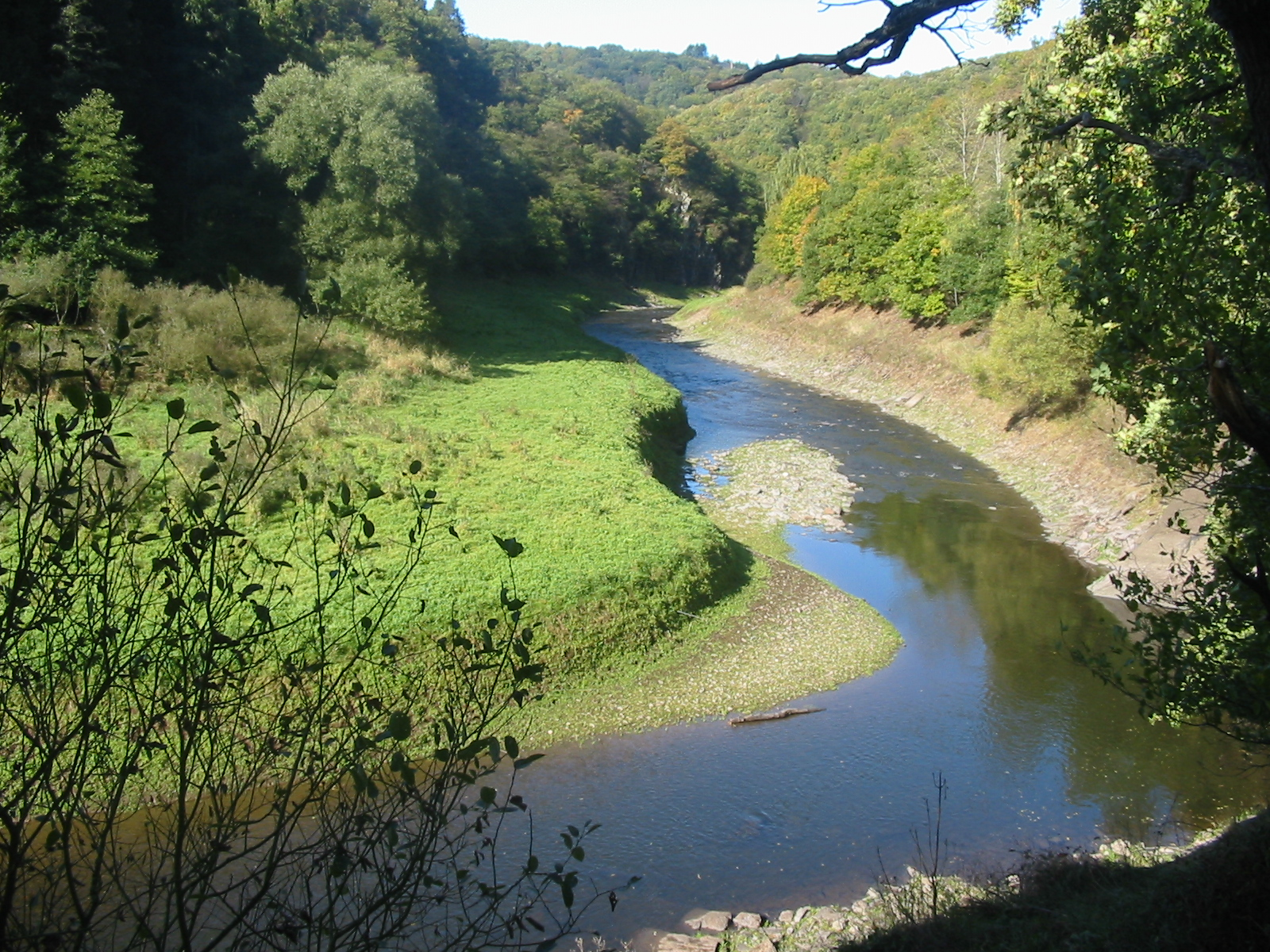
Im Urfttal zwischen Gemünd und der Urfttalsperre

Neben dem Kurhotel gibt es eine Reihe weiterer Hotels, Cafés und Restaurants, die auf die Kurgäste ausgerichtet sind. Eine Ferienpark-Appartementanlage gibt es in einer Hanglage (Salzberg).
Gemünd hat einen Haltepunkt mit Empfangsgebäude und Tunnel an der zurzeit touristisch genutzten Oleftalbahn. Hier finden auch Holzverladearbeiten und Holztransporte in Richtung Kall statt.
Der ÖPNV wird heute ausschließlich mit Linienbussen durchgeführt. Dabei ist Gemünd ein wichtiger Knotenpunkt, ab Gemünd verkehren u. a. Linien nach Hellenthal/Schleiden, Kall, Heimbach, Vogelsang/Aachen und Dreiborn/Monschau. Der Verkehr wird dabei entweder von der Regionalverkehr Köln oder vom Rurtalbus durchgeführt.
Nach Räumung des Truppenübungsplatzes durch die belgische Militäradministration zum 1. Januar 2006 hat die Nationalparkverwaltung eine Reihe neuer Wander- und Fahrradwege entlang der Urft zur Urfttalsperre, auf die Dreiborner Hochfläche und zur ehemaligen NS-Ordensburg Vogelsang, jetzt ein Gedenkort und Museum, nach Wollseifen und Einruhr markiert. Die Talsperre kann begangen werden. Auf der Talsperre befindet sich eine Gastronomie, die aber nicht mit einem Kraftfahrzeug zu erreichen ist. Es besteht allerdings die Möglichkeit, mittels einer Busverbindung von Gemünd bzw. dem Kermeterparkplatz die Talsperre zu erreichen. Diese Gebiete sind für Naturliebhaber besonders geschätzt, weil sich die Natur, Pflanzen- und Tierwelt in den Wäldern und Offenlandflächen in 60 Jahren Isolation vom Menschen (1946–Ende 2005) weitgehend ungestört entwickeln konnte.

### Radwege
Durch den Ort führt der Radwanderweg Eifel-Höhen-Route, der als Rundkurs um und durch den Nationalpark Eifel führt.
Der Radwanderweg Tälerroute führt ebenfalls durch den Ort. Sie erschließt touristisch interessante Orte in Nordrhein-Westfalen auf familienfreundlicher Strecke.

### Wanderwegenetz

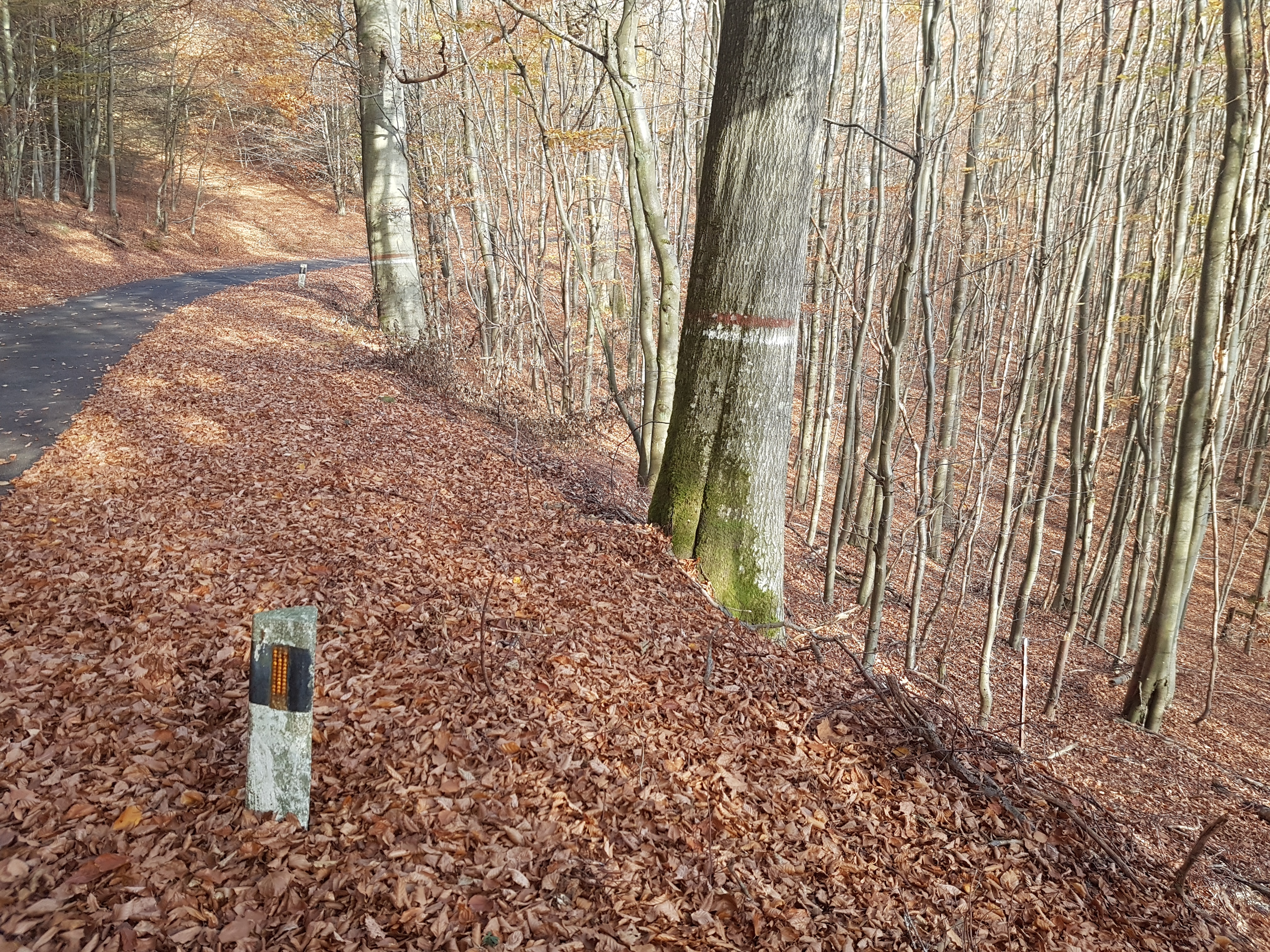
Die für den Kfz-Verkehr gesperrte K7 dient als Wanderweg von Gemünd zum Urftstausee

Die traditionellen Wanderstrecken des Eifelvereins verlaufen über Wolfgarten und den Kermeter zur Abtei Mariawald und Heimbach einerseits sowie über die Kermeterhöhen oberhalb der Gemarkung Verbrannter Berg zum Paulushofdamm bis zur Rurtalsperre andererseits. Als weitere Strecken sind der Oleftalweg entlang der Olef nach Schleiden und Hellenthal sowie durch den Olefer Kirchenwald nach Kall markiert. Diese Streckentouren, zu weit, um sie zu Rundwanderungen individuell zu kombinieren, werden meist organisiert begangen. Darüber hinaus ist Gemünd einer der zentralen Anlaufpunkte des Fernwanderwegs Eifelsteig, der in 15 Abschnitten und über eine Gesamtlänge von 313 Kilometern vom Aachener Ortsteil Kornelimünster nach Trier führt und offiziell am 4. April 2009 eröffnet wurde; Gemünd ist Zielort der vierten Etappe, die sich von Einruhr entlang am Obersee und der Urfttalsperre sowie über Wollseifen und Vogelsang erstreckt (rund 22 Kilometer), und zugleich Startpunkt der fünften Etappe, die über eine Länge von rund 18 Kilometern zum Kloster Steinfeld geht.

### Öffentlicher Nahverkehr
Gemünd liegt im Verbundraum des Verkehrsverbundes Rhein-Sieg (VRS). Die Buslinien des VRS werden vom Regionalverkehr Köln (RVK) betrieben. Darüber hinaus wird Gemünd auch durch zwei Buslinie aus dem Aachener Verkehrsverbund (AVV) bedient.
Die Linie 63 verkehrt als Fahrradbus, nur in der Sommersaison.
| Linie | Betreiber | Verlauf |
| ----- | --------- | --- |
| 63    | ASEAG     | Simmerath – Kesternich – Rurberg – Einruhr – Vogelsang IP (– Morsbach – Herhahn – Gemünd / Schleiden) |
| 231   | Rurtalbus | Froitzheim – Ginnick – Embken – Wollersheim – Vlatten – Heimbach Bf – (Hasenfeld – Schwammenauel – Kermeter – Urfttalsperre/Hastenbach / Abtei Mariawald) / (Hergarten – Düttling) – Wolfgarten – Gemünd – Nierfeld – Olef – Schleiden |
| 815   | RVK       | Wald-Linie (Fahrradbus mit Anhänger, nur sonn- und feiertags von April bis Oktober): Kall Bf – Kall Gemünder Str – Anstois – Gemünd – Herhahn – Dreiborn – Wahlerscheid – Höfen – Monschau                                             |
| 829   | RVK       | (Kall Bf – Kall Gemünder Str – Anstois – Gemünd – Nierfeld – Olef –) Schleiden – Oberhausen – Blumenthal – Hellenthal |
| 831   | RVK       | MiKE (außer im Schülerverkehr Gemünd – Dreiborn): Gemünd – (Herhahn –) Morsbach – Dreiborn – Berescheid – Ettelscheid – Scheuren – Schleiden                                                                                           |
| 895   | RVK       | MiKE / AST-Verkehr: Wolfgarten – Gemünd – Urftsee |
| SB81  | RVK       | Schnellbus: Kall Bf – Kall Gemünder Str – Anstois – Gemünd – Nierfeld – Olef – Schleiden – Oberhausen – Blumenthal – Hellenthal |
| SB82  | RVK       | NationalparkShuttle: Kall Bf – Gemünd – Herhahn – Morsbach – Anlage Vogelsang (– Schleiden Busbf) |

Außerdem halten in Gemünd unregelmäßig Züge der Oleftalbahn im Ausflugsverkehr.

## Öffentliche Einrichtungen
Gemünd hat drei Kindergärten und eine Grundschule. Das nächste Gymnasium befindet sich in Schleiden. Außerdem gibt es in Gemünd ein Amtsgericht und ein Finanzamt.

## Persönlichkeiten
- Wilhelm Matthießen (1891–1965), Schriftsteller
- Udo Bielenberg (* 1938), Bauingenieur und niederdeutscher Autor